# Syracuse (New York)
Syracuse è un comune (city) degli Stati Uniti d'America e capoluogo della contea di Onondaga nello Stato di New York. La popolazione era di 145 170 persone al censimento del 2010, il che la rende la quinta città più grande dello Stato. Per Syracuse passava il canale Erie che permetteva lo scambio di merci tra New York e le città del nord, collegando il fiume Hudson con il lago Erie, con un sistema di chiuse. Questo ha reso Syracuse una delle città più importanti tra quelle dello stato di New York, sebbene la capitale rimanga Albany. Essa prende il nome dalla città italiana di Siracusa in Sicilia (Syracuse in inglese).
La città ha avuto una nuova fase espansiva all'inizio del XXI secolo, grazie all'ampliamento del centro commerciale Carousel Mall (che già attira 20 milioni di visitatori ogni anno), chiamato, dopo i lavori, Destiny USA; il centro commerciale è stato premiato nel febbraio 2012 con il certificato oro LEED, Leadership in Energy and Environmental Design, diventando il più grande centro commerciale super-regionale a ricevere questa certificazione in tutti gli Stati Uniti.
A Syracuse si svolge ogni fine estate la New York State Fair, la fiera dello stato di New York, che attrae visitatori da tutta la nazione, come anche dal vicino Canada. A Syracuse sorge anche una delle migliori università private degli Stati Uniti, la Syracuse University, che può vantare una delle migliori squadre di NCAA della nazione, dove tra gli altri ha giocato anche il famoso Carmelo Anthony, che permise alla squadra di vincere il titolo NCAA nel 2003. Negli anni quaranta e cinquanta aveva qui sede la franchigia dei Syracuse Nationals, che vinse un titolo di pallacanestro professionistico NBA nel 1954-1955, trasferendosi poi a Filadelfia e cambiando nome nell'attuale Philadelphia 76ers.

## Geografia fisica
Syracuse è situata a 43°02′49″N 76°08′40″W (43.046899, -76.144423), e secondo lo United States Census Bureau, ha un'area totale di 66 km² di cui 65 di terra e 1 di acqua.
La città si è sviluppata all'angolo nord-est della regione dei Finger Lakes. La città ha molti quartieri che originariamente erano villaggi indipendenti, che si sono uniti alla città nel corso degli anni. Sebbene la parte centrale di Syracuse sia pianeggiante, molti dei suoi quartieri si trovano su piccole colline come University Hill e Tipperary Hill. La terra a nord di Syracuse è generalmente pianeggiante, mentre la terra a sud è collinare.
Circa il 27% dell'area terrestre di Syracuse è coperta da 890 000 alberi. Il Labor Day Storm del 1998 fu una tempesta che distrusse circa 30 000 alberi. La copertura arborea più fitta di Syracuse si trova nei due quartieri della valle, dove il 46,6% della terra è coperta da alberi. La percentuale più bassa di copertura arborea si trova nel centro densamente sviluppato, che ha solo il 4,6% di alberi.

La principale fonte d'acqua di Syracuse è il lago Skaneateles, uno dei laghi più puliti del paese, situato a 24 chilometri a sud-ovest della città. L'acqua del vicino lago Onondaga non è potabile a causa dello scarico industriale che ha subito per molti decenni, lasciando il lago fortemente inquinato, l'acqua in entrata viene lasciata non filtrata, e viene aggiunto cloro per prevenire la crescita batterica, la maggior parte delle attività ambientali per realizzare la pulizia del lago dovrebbe è stata completata entro il 2016; la contea dovrebbe terminare i suoi lavori entro il 2018. Per i periodi di siccità, c'è anche una linea di backup che utilizza l'acqua del lago Ontario.

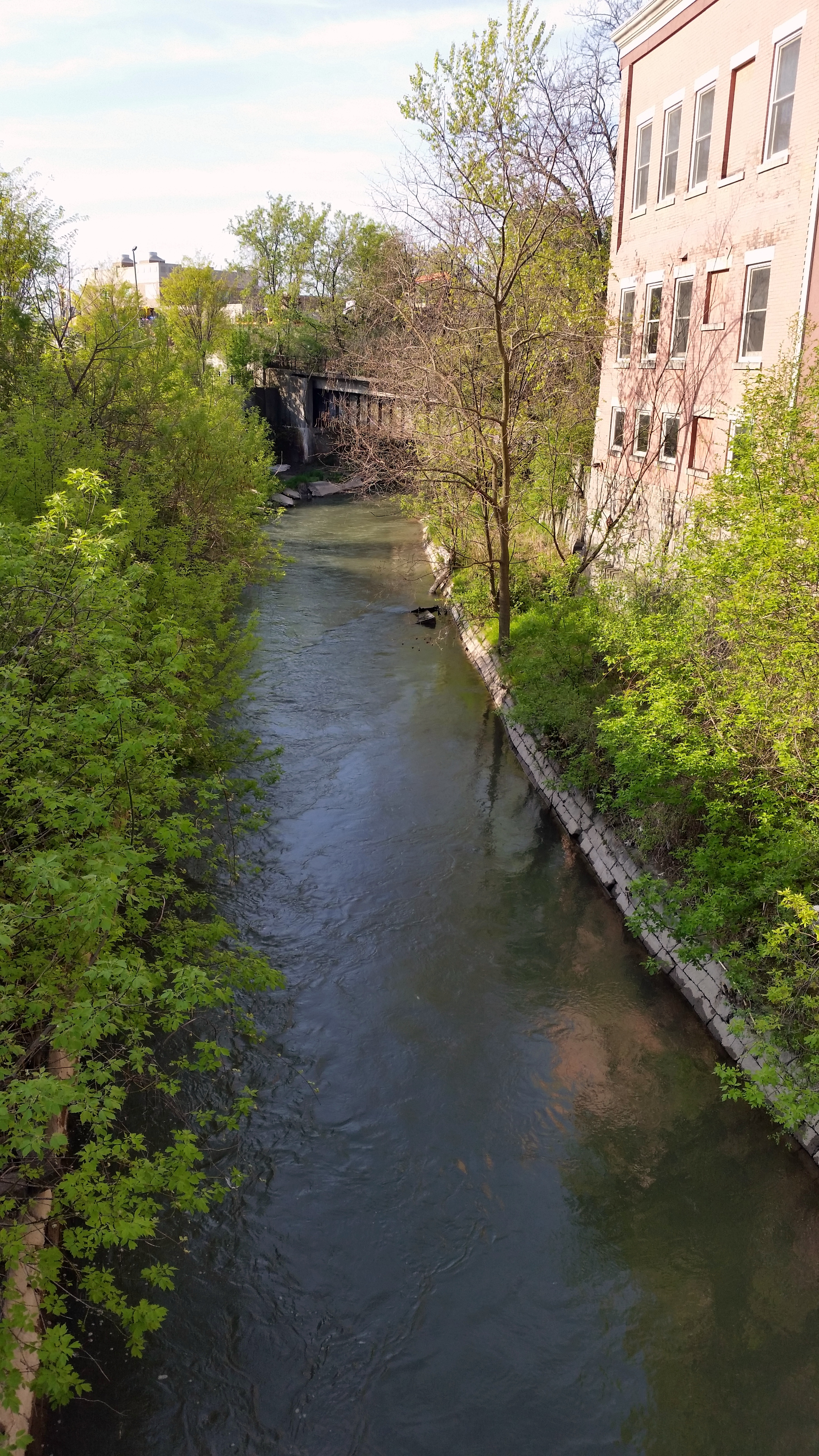
Il torrente Onondaga vicino Armory Square

Il torrente Onondaga, attraversa il centro cittadino, scorrendo verso. L'Onondaga Creekwalk confina con esso, collegando i quartieri di Lakefront, Inner Harbour, Franklin Square e Armory Square. Il torrente continua attraverso la valle e alla fine fino ai territori della nazione Onondaga, il torrente è navigabile ma può essere difficoltoso, la sua natura canalizzata accelera il suo flusso, in particolare in primavera, quando può essere molto pericoloso. Dopo che alcuni giovani sono annegati nel torrente, alcune aree residenziali hanno recintato il torrente nei loro quartieri.

### Clima
Syracuse ha un clima continentale umido (Dfb) ed è nota per le sue elevate nevicate. Con una media di 2,94 metri, Syracuse riceve la neve media annuale più alta di qualsiasi area metropolitana negli Stati Uniti. Syracuse di solito vince il Golden Snowball Award, tra le città dello Stato. Il suo record di nevicate stagionali (dal 1º luglio al 30 giugno dell'anno successivo) è stato finora di 4,88 m durante l'inverno 1992-1993, mentre il mese di calendario più nevoso è stato gennaio 2004, 1,98 m accumulati. Le forti nevicate sono il risultato vicinanza al vicino Lago Ontario (effetto lago), sia dalle tempeste spinte dall'Oceano Atlantico. La neve cade spesso in piccole dosi (circa 2,5–7,6 centimetri), quasi quotidianamente, per un periodo di diversi giorni. Occasionalmente si verificano grandi nevicate.
La bufera di neve del 1993 è stata descritta come la tempesta del secolo. Circa 109 cm caddero sulla città entro 48 ore. La città ha ricevuto più neve di qualsiasi altra città del paese durante questa tempesta, che ha infranto un totale di otto record locali. Una seconda nevicata notevole fu la bufera di neve del 1966, con 107 cm.
In media, Syracuse riceve una precipitazione annuale 977 millimetri, con i mesi da luglio a settembre che sono i più piovosi in termini di precipitazioni totali, mentre le precipitazioni si verificano in più giorni ogni mese durante la stagione nevosa.
La normale temperatura media mensile varia da −4,7 °C a gennaio a 21,8 °C a luglio. Il massimo record di 39 °C fu registrato il 9 luglio 1936, e il minimo record di −32 °C si è verificato tre volte dal 1942 al 1979. All'inizio del XXI secolo, i precedenti record di calore sono stati infranti in città. Ad esempio, le estati del 2005 e del 2012 sono, rispettivamente, le estati più calde e quarte più calde mai registrate.

## Storia
I missionari francesi furono i primi europei a venire in questa zona nel XVII secolo collaborando con i nativi americani. Su invito della nazione Onondaga (una delle cinque nazioni della Confederazione irochese), un gruppo di sacerdoti gesuiti, soldati e coureurs des bois, istituì una missione, conosciuta come Sainte Marie, o Ste. Marie de Gannentaha tra gli irochesi, sulla sponda nord-orientale del lago Onondaga.
I missionari gesuiti riferirono di sorgenti salate intorno all'estremità meridionale di quello che chiamavano "Lago Salato", oggi noto come Lago Onondaga in onore della tribù storica. I commercianti di pellicce francesi col tempo stabilirono il commercio in tutta l'area di New York. Arrivarono anche i coloni e commercianti olandesi e inglesi e questi ultimi nominarono la zona, dalla loro base settentrionale ad Albany, New York. Durante la Guerra d'indipendenza americana gli irochesi, altamente decentralizzati, si divisero in gruppi, quelli che sostenevano gli inglesi e due tribù che sostenevano i ribelli patrioti.
Gli americani arrivarono nella parte centrale e occidentale di 'New York' (vecchio nome cittadino) dalle parti orientali dello stato e della Nuova Inghilterra dopo la Guerra d'indipendenza americana e si stabilirono tramite vari trattati e vendite di terre da parte delle tribù native. La successiva designazione di questa zona da parte dello stato di New York come Riserva di Salt Springs di Onondaga ha fornito le basi per la produzione commerciale di sale, tale produzione ebbe luogo tra la fine del 700 e l'inizio del 900. La salamoia proveniente da pozzi che attingevano ai letti di alite (sale comune) si sviluppò nel XIX secolo. Il rapido sviluppo di questa industria ha portato alla soprannome di questa zona come "The Salt City".
L'insediamento originale dell’attuale Syracuse era un conglomerato di diverse piccole città e villaggi e non fu riconosciuto con un ufficio postale dal governo degli Stati Uniti, l'istituzione dell'ufficio postale fu ritardata perché l'insediamento non aveva un nome. All'inizio si voleva nominare il villaggio con il nome Corinto. Quando John Wilkinson fece domanda per un ufficio postale con quel nome nel 1820, fu negato perché lo stesso nome era già in uso nella Contea di Saratoga, New York. Dopo aver letto una descrizione poetica di Siracusa, Wilkinson vide somiglianze con il lago e le sorgenti saline della zona, che aveva "sale e acqua dolce mescolandosi insieme". Il 4 febbraio 1820, Wilkinson propose il nome "Syracuse" a un gruppo di concittadini e divenne così il nome del villaggio e del nuovo ufficio postale.
Il Geneva Medical College fondato nel 1834, ora noto come Upstate Medical University, è una delle quattro prestigiose scuole mediche del sistema dell'Università dello Stato di New York.
Nel 1861, sviluppò il processo di ammoniaca-soda per la produzione di carbonato di sodio, (una sostanza chimica rara chiamata nitrito, per distinguerlo dal natron naturale dell'antichità) dai pozzi di salamoia scavati nell'estremità meridionale della valle di Tully come fonte di cloruro di sodio e calcare, come fonte di carbonato di calcio. Il processo è stato un miglioramento rispetto al precedente processo. Il primo impianto della Solvay Process Company negli Stati Uniti fu eretto sulla sponda sud-occidentale del lago Onondaga nel 1884. Il villaggio fu chiamato Solvay per commemorare l'inventore, Ernest Solvay. L'impianto di Syracuse Solvay è stato sede di un grande complesso dell'industria chimica di proprietà di Allied Signal. Mentre questo settore ha stimolato lo sviluppo e ha fornito molti posti di lavoro a Syracuse, ha lasciato il lago Onondaga il più inquinato della nazione. L'industria del sale fallì dopo la Guerra civile, e al suo posto sorse una nuova industria manifatturiera. Tra la fine del 800 e l'inizio del 900, furono istituite numerose attività commerciali e negozi, tra cui la Franklin Automobile Company, che produceva il primo motore raffreddato ad aria al mondo; la Century Motor Vehicle Company; la società Smith Corona; e il Craftsman Workshop, il centro dell'impero dei mobili fatti a mano di Gustav Stickley.
Il 24 marzo 1870 fu fondata l'Università di Syracuse. Lo Stato di New York ha concesso alla nuova università un suo statuto. L'università è stata fondata come coeducazionale. Il presidente Peck ha dichiarato alle cerimonie di apertura, "Le condizioni di ammissione devono essere uguali a tutte le persone, non ci deve essere alcuna discriminazione accidentale qui contro la donna, il cervello e il cuore devono avere una buona possibilità" Syracuse ha implementato questa politica e attirato un'alta percentuale di studentesse. Nel College of Liberal Arts, il rapporto tra studentesse e studenti durante il XIX secolo era approssimativamente uniforme fatto inusuale per il periodo. Il College of Fine Arts era prevalentemente femminile e un basso numero di donne si iscrisse al College of Medicine e al College of Law.
La prima fiera dello Stato di New York si tenne a Syracuse nel 1841. Tra il 1842 e il 1889, la fiera si tenne tra 11 città di New York prima di trovare una casa permanente a Syracuse. Da allora è stato un evento annuale, tranne tra il 1942 e il 1947, quando i terreni furono utilizzati come base militare durante la seconda guerra mondiale.
Come parte degli incidenti razziali verificatisi in tutto il paese durante la Red Summer, il 31 luglio 1919, vi fu una violenta rivolta tra lavoratori bianchi e neri di ghisa dell'azienda Globe Globe.
La seconda guerra mondiale ha stimolato una significativa espansione industriale nell'area: acciaio, elementi di fissaggio e lavorazioni personalizzate. Dopo la guerra, due delle tre grandi case automobilistiche (General Motors e Chrysler) hanno avuto importanti operazioni nell'area. Syracuse era anche sede di Carrier Corporation e Crouse-Hinds che produceva segnali stradali in città. General Electric, con sede a Schenectady ad est, aveva il suo principale impianto di produzione televisiva a Electronics Parkway.
L'industria manifatturiera a Syracuse iniziò a vacillare negli anni '70, mentre l'industria automobilistica si era ristrutturata a livello nazionale. Molte piccole imprese fallirono durante questo periodo, il che contribuì al già crescente tasso di disoccupazione. Rockwell International spostò la sua fabbrica fuori dallo stato di New York, general Electric trasferì le sue attività di produzione televisiva a Suffolk, Virginia, e successivamente offshore in Asia. La Carrier Corporation spostò la sua sede centrale, fuori dallo stato e esternalizzò parte della sua produzione a strutture asiatiche. Sebbene la popolazione cittadina sia diminuita dal 1950, la popolazione dell'area metropolitana di Syracuse è rimasta abbastanza stabile, crescendo del 2,5 percento dal 1970. Mentre questo tasso di crescita è superiore a gran parte dello Stato di New York, è molto inferiore alla media nazionale durante quel periodo.

## Monumenti e luoghi d’interesse

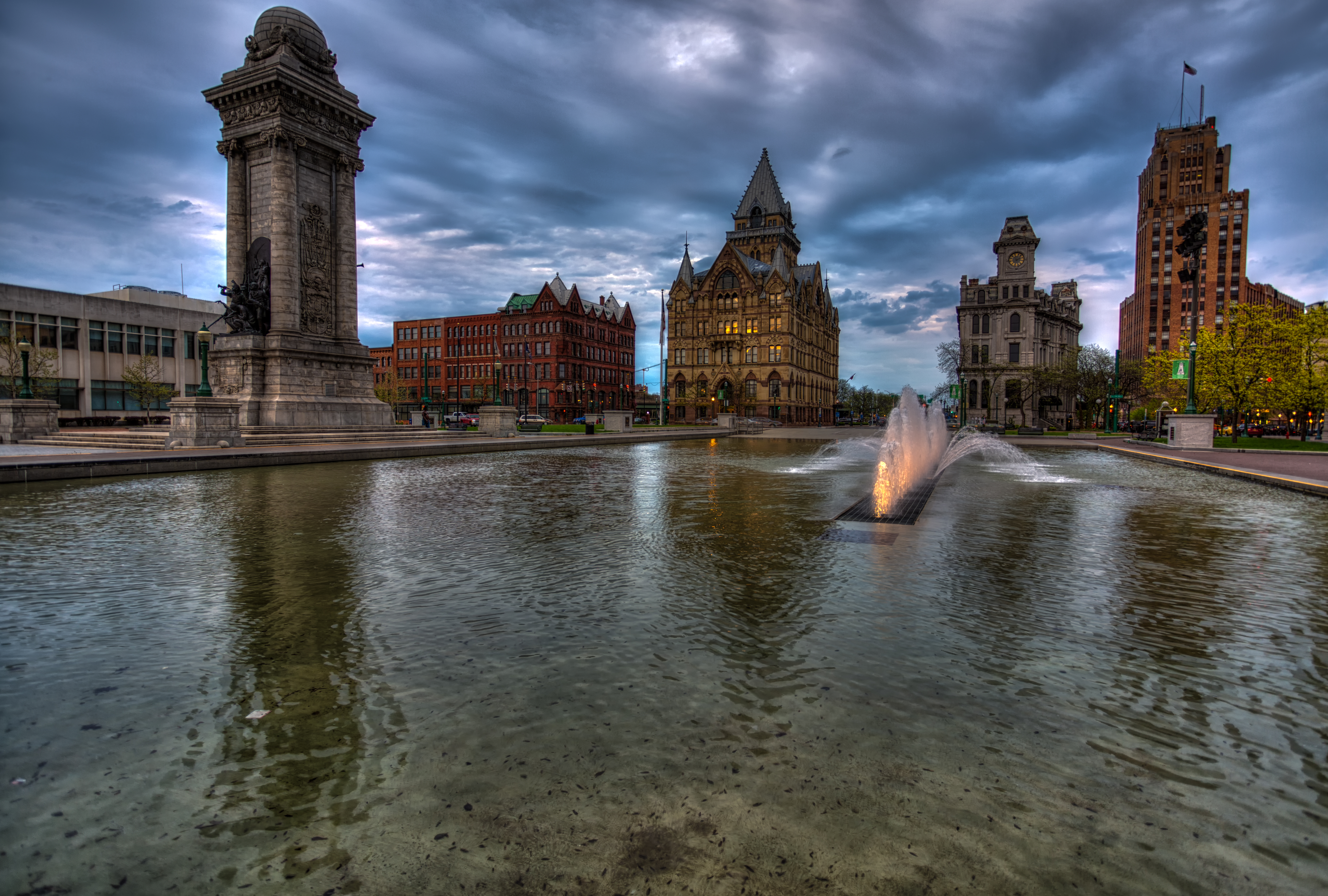
La storica Clinton Square

### Architetture religiose
- Cattedrale dell'Immacolata Concezione

### Architetture civili
- Municipio
- Edificio Gridley, palazzo storico del 1867 progettato da Horatio Nelson White
- Edificio della Syracuse Savings Bank
- Edificio della Gere Bank
- Appartamenti Leavenworth
- State Tower Building
- Edificio Hills
- Casa di William J. Gillett

## Infrastrutture e trasporti
La città è servita dall'aeroporto internazionale di Syracuse Hancock.

## Società

### Evoluzione demografica
Secondo il censimento del 2010, c'erano 145 170 persone.

### Etnie e minoranze straniere
Secondo il censimento del 2010, la composizione etnica della città era formata dal 56,0% di bianchi, il 29,5% di afroamericani, l'8,3% di ispanici o latinos, il 5,5% di asiatici, l'1,1% di nativi americani, lo 0,03% di oceaniani, il 2,7% di altre etnie, e il 5,1% di due o più etnie.

## Amministrazione

### Gemellaggi
- Chiayi
- Fuzhou
- Ta'izz
- Tampere
- Siracusa